# Uranophora bipunctata
Uranophora bipunctata är en fjärilsart som beskrevs av George Francis Hampson 1914. Uranophora bipunctata ingår i släktet Uranophora och familjen björnspinnare. Inga underarter finns listade i Catalogue of Life.